# Contracción (geometría)

Aplicación de contracción, con r = 2

Contracción (también denominada compresión, aplanado o aplastado) en álgebra lineal es un tipo de aplicación lineal que conserva el área euclídea de regiones definidas en coordenadas cartesianas, pero que no es una rotación ni un cizallamiento.
Para un número real positivo fijo a, la transformación
{\displaystyle (x,y)\mapsto (ax,y/a)}
es la aplicación de contracción con el parámetro a. Ya que
{\displaystyle \{(u,v)\,:\,uv=\mathrm {constante} \}}
es una hipérbola, si u = ax y v = y/a, entonces uv = xy y los puntos de la imagen de la aplicación de contracción están en la misma hipérbola que (x,y). Por esta razón, es natural pensar en la aplicación de compresión como en una "rotación hiperbólica", como lo hizo Émile Borel en 1914, por analogía con las "rotaciones circulares", que preservan las circunferencias.

## Logaritmo y ángulo hiperbólico
La aplicación de aplanado prepara el escenario para el desarrollo del concepto de los logaritmos. El problema de encontrar el área delimitada por una hipérbola (como xy = 1) es un caso más de cuadratura. La solución, encontrada por Grégoire de Saint-Vincent y Alfonso Antonio de Sarasa en 1647, requería la función logaritmo natural, un nuevo concepto. Algunas ideas sobre los logaritmos provienen de los sectores hiperbólicos, que mantienen una correspondencia por permutación mientras conservan su área por aplanado. El área de un sector hiperbólico se toma como una medida de un ángulo hiperbólico asociado con un sector dado. El concepto de ángulo hiperbólico es bastante independiente del concepto del ángulo circular ordinario, pero comparte una propiedad de invariancia con él: mientras que el ángulo circular es invariante bajo rotación, el ángulo hiperbólico es invariante bajo la aplicación de aplanado. Tanto el ángulo circular como el hiperbólico generan medidas invariantes pero con respecto a diferentes grupos de transformaciones. Las funciones hiperbólicas, que toman el ángulo hiperbólico como argumento, desempeñan el mismo papel que las funciones trigonométricas juegan con el argumento del ángulo circular.

## Teoría de grupos

Una aplicación de aplanado desplaza un sector hiperbólico de color púrpura a otro con la misma área.
También contrae los rectángulos azules en los verdes.

Si r y s son números reales positivos, su composición es la aplicación de la contracción de acuerdo con su producto. Por lo tanto, la colección de aplicaciones de contracción forma un grupo uniparamétrico isomorfo al grupo multiplicativo de los números positivos. El enfoque aditivo de este grupo surge de la consideración de los sectores hiperbólicos y de sus ángulos hiperbólicos.
Desde el punto de vista de los grupos clásicos, el grupo de aplicaciones de contracción es SO+(1,1), el componente identidad del grupo ortogonal indefinido de las matrices reales de 2×2 conservando la forma cuadrática u2 − v2. Esto es equivalente a conservar la forma xy a través del cambio de base
{\displaystyle x=u+v,\quad y=u-v\,,}
y corresponde geométricamente a la preservación de las hipérbolas. La perspectiva del grupo de aplicaciones de aplanado como una rotación hiperbólica es análoga a la interpretación del grupo SO(2) (el componente conectado del grupo ortogonal definido) que preserva la forma cuadrática x2 + y2 como rotaciones circulares.
Téngase en cuenta que la notación "SO+" corresponde al hecho de que las reflexiones
{\displaystyle u\mapsto -u,\quad v\mapsto -v}
no están permitidas, aunque conservan la forma (en términos de x e y estos son x ↦ y, y ↦ x y x ↦ −x, y ↦ −y); el adicional "+" en el caso hiperbólico (en comparación con el caso circular) es necesario para especificar el componente de identidad porque el grupo O(1,1) tiene 4 componentes conexos, mientras que el grupo O(2) tiene 2 componentes: SO(1,1) tiene 2 componentes, mientras que SO(2) solo tiene 1. El hecho de que la transformación de contracción preserva el área  y la orientación corresponde a la inclusión de los subgrupos SO ⊂ SL & ndash; en este caso SO(1,1) ⊂ SL(2) - del subgrupo de las rotaciones hiperbólicas en el grupo lineal especial de las transformaciones que preservan el área y la orientación (una forma de volumen). En el lenguaje de la fórmula de inversión de Möbius, las transformaciones de aplanado son elementos hiperbólicos en la clasificación de elementos.

## Aplicaciones
Al estudiar el álgebra lineal, están las aplicaciones puramente abstractas, como la descomposición en valores singulares o el importante papel de las aplicaciones de aplanado en la estructura de matrices reales de 2×2. Estas aplicaciones son algo irrelevantes en comparación con sus implicaciones en física y en filosofía.

### Flujo de esquina
En fluidodinámica, uno de los movimientos fundamentales de un flujo incompresible implica la bifurcación de un flujo que choca contra un límite inamovible.
Representando este límite por el eje y = 0 y tomando el parámetro r = exp (t) donde t es el tiempo, entonces la aplicación de compresión con el parámetro r aplicado a un estado inicial del fluido, produce un flujo con bifurcación a la izquierda y a la derecha del eje x= 0. El mismo modelo da una convergencia de flujo cuando el tiempo se considera hacia atrás. De hecho, el área de cualquier sector hiperbólico es invariante bajo una transformación de aplanado.
Para otro acercamiento a un flujo con líneas de corriente hiperbólicas, véase la teoría de flujo potencial.
En 1989 Ottino describió el "flujo bidimensional isocórico lineal" como
{\displaystyle v_{1}=Gx_{2}\quad v_{2}=KGx_{1}}
donde K se encuentra en el intervalo [-1, 1]. Las líneas de corriente siguen las curvas
{\displaystyle x_{2}^{2}-Kx_{1}^{2}=\mathrm {constant} }
donde K negativo corresponde a una elipse y K positivo a una hipérbola, con el caso de una hipérbola equilátera (asociada a una aplicación de compresión) correspondiente a K = 1.
Stocker y Hosoi describieron su enfoque al flujo de esquina de la siguiente manera:
Sugerimos una formulación alternativa para explicar la geometría de esquina, basada en el uso de coordenadas hiperbólicas, que permite un progreso analítico sustancial hacia la determinación del flujo en un borde de Plateau y los consiguientes hilos líquidos. Consideramos una región de flujo formando un ángulo de π/2 y delimitada a la izquierda y abajo por planos de simetría.
Stocker y Hosoi luego recuerdan la consideración de Moffatt de "flujo en una esquina entre límites rígidos, inducido por una perturbación arbitraria a gran distancia". De acuerdo con Stocker y Hosoi,
Para un fluido libre en una esquina cuadrada, la función de flujo de Moffatt (antisimétrica) ... [indica] que las coordenadas hiperbólicas son de hecho la elección natural para describir estos flujos.

### Espacio-tiempo relativista
Sea (0,0) el origen para un "aquí y ahora" en un espacio-tiempo. La luz radiante a la izquierda y a la derecha a través de este evento central traza dos rectas en el espacio tiempo, líneas que pueden usarse para dar coordenadas a eventos que están lejos de (0,0). Las trayectorias de velocidad menor se mantienen más cerca de la línea de tiempo original (0, t). Cualquier velocidad de este tipo se puede ver como una velocidad cero bajo una aplicación de compresión denominada transformación de Lorentz. Esta idea se deriva de un estudio de la multiplicación de números complejos y de la base diagonal que corresponde al par de líneas de luz.
Formalmente, un aplastamiento preserva la métrica hiperbólica expresada en la forma xy; en un sistema de coordenadas diferente. Esta aplicación a la teoría de la relatividad fue descubierta en 1912 por Wilson y Lewis, por Werner Greub, y por Louis Kauffman. Además, Wolfgang Rindler, en su popular libro de texto sobre la relatividad, usó la forma de aplicación de aplanado de las transformaciones de Lorentz en su demostración de sus propiedades características.
El término transformación de compresión se usó en este contexto en un artículo que conecta el Grupo de Lorentz con el Cálculo de Jones en óptica.

### Puente a las funciones trascendentes
La propiedad de conservación del área de la transformación de compresión sirve de aplicación para establecer las bases de las funciones trascendentes como el logaritmo natural y su inversa, la función exponencial:
Definición: el sector (a, b) es el sector hiperbólico obtenido con los rayos centrales a (a, 1/a) y (b, 1/b).
Lema: Si bc = ad, entonces hay una aplicación de compresión que desplaza el sector (a, b) al sector (c, d)
Prueba: tómese el parámetro r = c/a para que (u, v) = (rx, y/r) tomando (a, 1 /a) a (c, 1/c) y (b, 1/b) a (d, 1/d).
Teorema (Grégoire de Saint-Vincent 1647) Si bc = ad, entonces la cuadratura de la hipérbola xy = 1 contra la asíntota tiene áreas iguales entre a y b que entre c y d.
Prueba: un argumento que suma y resta triángulos de área ½, un triángulo de coordenadas {(0,0), (0,1), (1,1)}, muestra que el área del sector hiperbólico es igual al área sobre la asíntota. Luego el teorema se sigue del lema.
Teorema (Alfonso Antonio de Sarasa 1649) A medida que el área medida contra la asíntota aumenta en progresión aritmética, las proyecciones sobre la asíntota aumentan en secuencia geométrica. Por lo tanto, las áreas forman logaritmos del índice de la asíntota.
Por ejemplo, para un ángulo de posición estándar que se extiende desde (1, 1) hasta (x, 1/x), se puede preguntar "¿Cuándo el ángulo hiperbólico es igual a uno?" La respuesta es el número trascendente x = e.
Una compresión con r = e desplaza el ángulo unidad a uno entre (e, 1/e) y (ee, 1/ee) que subtiende un sector también de área uno. La progresión geométrica
e, e2, e3, ...,  en, ...
corresponde al índice asintótico obtenido con cada suma de áreas
1,2,3, ..., n, ...
que es una progresión aritmética prototípica A + nd, donde A = 0 y d = 1.